# Hoje a Noite é Nossa
"Hoje a Noite é Nossa" é uma canção da atriz e cantora brasileira Larissa Manoela, contida em seu segundo álbum de estúdio, Além do Tempo (2019). A música foi lançada como segundo single do álbum em 23 de agosto de 2019.

## Apresentações ao vivo
Larissa Manoela cantou a música pela primeira vez no programa Encontro com Fátima Bernardes, em 26 de agosto de 2019. 

## Videoclipe
O clipe da faixa “Hoje a Noite é Nossa”, que já está disponível em todos os aplicativos de música, já ultrapassa a marca de dois milhões de visualizações no canal da artista. Esta é a segunda música do novo álbum da artista, intitulado Além do Tempo, que foi lançado pela gravadora Deck em 04 outubro de 2019. 

## Histórico de lançamento
| Região | Data                 | Formato                    | Gravadora | Ref   |
| ------ | -------------------- | -------------------------- | --------- | ----- |
| Mundo  | 23 de agosto de 2019 | Download digital streaming | Deckdisc  | [ 5 ] |
| Mundo  | 26 de agosto de 2019 | Vídeo Vídeo musical        | Deckdisc  | [ 6 ] |

## Créditos
Os créditos abaixo foram adaptados do Tidal. 
- Larissa Manoela - vocal
- Wallace Vianna, Breder e André Vieira - composição

## Remix de RQntz
O remix de "Hoje a Noite é Nossa" foi remixada pelo DJ RQntz, lançada em 29 de novembro de 2019.